# Etheostoma squamiceps
Etheostoma squamiceps är en fiskart som beskrevs av Jordan, 1877. Etheostoma squamiceps ingår i släktet Etheostoma och familjen abborrfiskar. Inga underarter finns listade i Catalogue of Life.